# M249 SAW

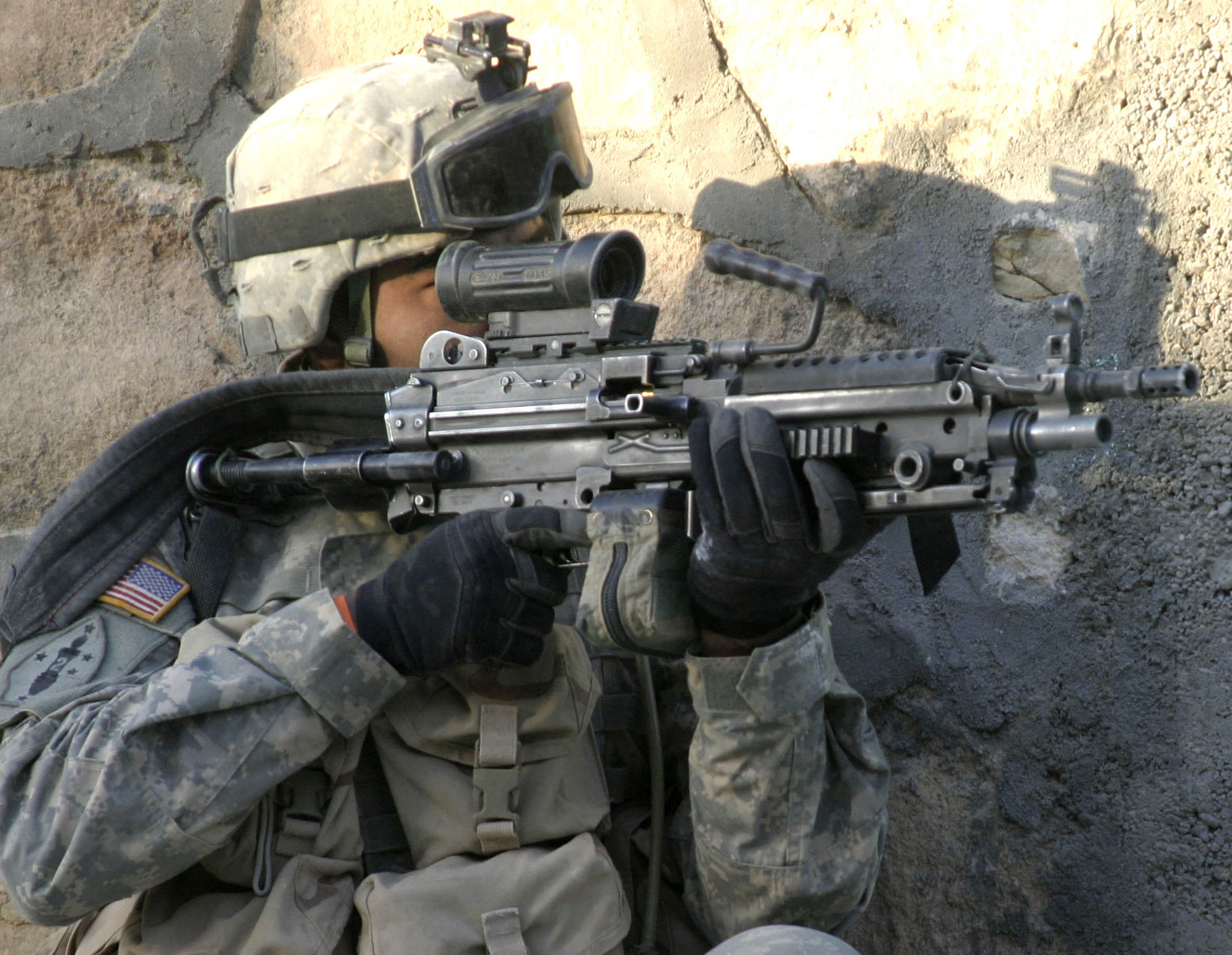
M249 SAW.

De M249 SAW (Squad Automatic Weapon) is een licht machinegeweer dat gebruikt wordt door het leger van de Verenigde Staten. De M249 SAW werd ontwikkeld en gebouwd door de Belgische wapenfabrikant Fabrique Nationale de Herstal, het is een variant van de FN Minimi.